# Хімена Легісамон
Хімена Легісамон (ісп. Jimena Leguizamón, 12 травня 2005) — колумбійська плавчиня.
Призерка Панамериканських ігор 2021 року.